# Kathryn Ross
Kathryn Ross (nascida em 25 de junho de 1981) é uma remadora paralímpica australiana, a qual foi medalha de ouro no skiff duplo misto do mundial de 2013, 2014 e 2015, além de bronze em 2011. Fez parceria com Gavin Bellis nos Jogos Paralímpicos de Verão de 2016 no Rio de Janeiro. Antes, Kathryn havia disputado os Jogos Paralímpicos de Pequim 2008, onde garantiu a prata na mesma prova. Ao lado de Bellis, Kathryn não obteve êxito em Londres 2012. Em 2014, foi eleita Atleta Feminina do Ano no Rowing Australia.

## Ligações externas

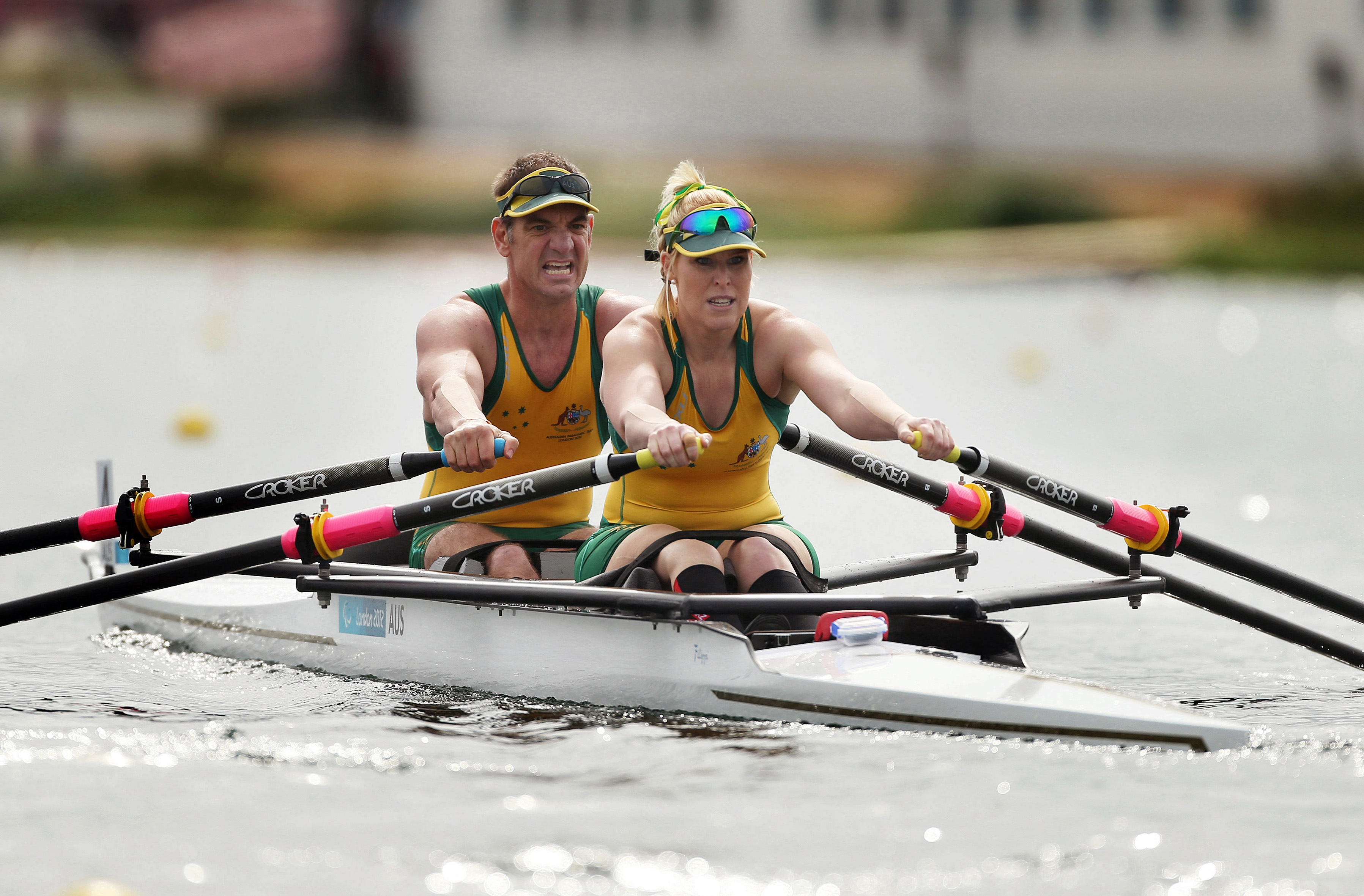
Gavin Bellis e Kathryn Ross competindo na Paralimpíada de 2012, em Londres.